# Children’s Hospital of Philadelphia
Das Children’s Hospital of Philadelphia (CHOP) ist ein Kinderkrankenhaus in Philadelphia, Pennsylvania, dessen Hauptcampus sich in der Nähe des Campus der University of Pennsylvania befindet. Es ist eines der größten und ältesten Kinderkrankenhäuser der Welt und das erste Krankenhaus der Vereinigten Staaten, das sich der Behandlung von Kindern widmet. CHOP wurde in den letzten Jahren vom U.S. News & World Report und dem Parents Magazine als eines der besten Kinderkrankenhäuser in den USA ausgezeichnet. Das Krankenhaus befindet sich neben der University of Pennsylvania und dient als pädiatrische Abteilung der Perelman School of Medicine an der University of Pennsylvania.